# Стрілець Вадим Сергійович
Вади́м Сергі́йович Стріле́ць (24 березня 1983, Великий Самбір – 4 січня 2024 Курахове) – український військовослужбовець, гранатометник 72 окремої бригади.

## Біографія
Народився 24 березня 1983 року в селі Великий Самбір. Навчався у Великосамбірській ЗОШ I—III ст. та Путивльському коледжі, згодом в Глухівському державному педагогічному університеті. Був одружений, разом з дружиною Іриною мали двох дітей – Вікторію та Нікіту.
Працював учителем в Дептівському НВК. Дуже любив дітей, захоплювався футболом.
У 2014 році став до лав ЗСУ. Учасник бойових дій.
12 вересня 2022 року призваний до лав ЗСУ, перебував у складі 72-ї бригади імені Чорних Запорожців на посаді гранатометника 2 механізованої роти, 1 механізованого батальйону військової частини.

## Нагороди та вшанування
- Орден «За мужність» III ступеня (2024, посмертно) — за особисту мужність, виявлену у захисті державного суверенітету та територіальної цілісності України, самовіддане виконання військового обов'язку[3][4].
- В селі Великий Самбір відкрито пам'ятний знак вісьмом загиблим землякам, серед яких Вадим Стрілець[5].